# Рипсаліс
Рипсаліс (Rhipsalis) — рід квіткових рослин родини кактусові (Cactaceae).

## Поширення
Більшість видів росте у вологих тропічних лісах Північної та Південної Америки. Найчастіше рипсаліси ростуть на стовбурах дерев, можуть також зустрічатися на вологих скелях, рідше — на землі. Рипсаліс — єдиний рід кактусів, природний ареал якого простягається за межі Америки: так, Rhipsalis baccifera [syn. Rhipsalis cassytha] поширений в лісах Центральної Африки, на Мадагаскарі, а також на Шрі-Ланці. Ймовірно, з Америки цей вид поширився за допомогою птахів та морських течій.

## Назва
У перекладі з давньогрецької слова rhipsalis, що означає плетеноподібний. Назва роду вказує на довгі стебла цих кактусів.

## Опис
Лісовий епіфітний кактус, у природних умовах росте на деревах, рідше — на прямовисних скелях. Навіть у одного й того ж виду рипсаліса стебла бувають різної форми — ребристі, округлі, листоподібно сплощені й різних відтінків зеленого кольору. Вони зазвичай позбавлені колючок, рясно гілкуються, нерідко звисаючи з дерев і скелястих прискалків. Мають вигляд мутовчатих, розгалужених, сукулентних пагонів жовтувато-зеленого кольору, які клиноподібно розташовуються від основи до верхівки. Ці стебла мають повітряні коріння, що здатні поглинати вологу просто з атмосферного повітря. У численних ареолах з'являються дрібні ніжні квіти, які за формою нагадують дзвіночки — білі, рожеві, жовті або яскраво-червоні. Такі ж яскраво і різноманітно забарвлені у рипсалісів плоди у вигляді дрібних ягід з безліччю дрібних чорних насінин із липким виростом.

## Види
Згідно з даними видання New Cactus Lexicon (Hunt et al. 2006) до роду відносять 35 видів:
- Rhipsalis agudoensis N.P.Taylor
- Rhipsalis baccifera (J.S.Muell.) Stearn
- Rhipsalis burchellii Britton & Rose
- Rhipsalis campos-portoana Loefgr.
- Rhipsalis cereoides Backeb. & Voll
- Rhipsalis cereuscula  Haw.
- Rhipsalis clavata F.A.C.Weber
- Rhipsalis crispata  Pfeiff.
- Rhipsalis cuneata  Britton & Rose
- Rhipsalis dissimilis K.Schum.
- Rhipsalis elliptica G.Lindb. ex K.Schum.
- Rhipsalis ewaldiana  Barthlott & N.P.Taylor
- Rhipsalis floccosa Salm-Dyck ex Pfeiff.
- Rhipsalis grandiflora  Haw.
- Rhipsalis hoelleri Barthlott & N.P.Taylor
- Rhipsalis juengeri Barthlott & N.P.Taylor
- Rhipsalis lindbergiana  K.Schum.
- Rhipsalis mesembryanthemoides  Haw.
- Rhipsalis micrantha  Kunth
- Rhipsalis neves-armondii  K.Schum.
- Rhipsalis oblonga  Loefgr.
- Rhipsalis occidentalis  Barthlott & Rauh
- Rhipsalis olivifera  N.P.Taylor & Zappi
- Rhipsalis ormindoi  N.P.Taylor & Zappi
- Rhipsalis pacheco-leonis  Loefgr.
- Rhipsalis pachyptera  Pfeiff.
- Rhipsalis paradoxa  Salm-Dyck
- Rhipsalis pentaptera  Pfeiff.
- Rhipsalis pilocarpa  Loefgr.
- Rhipsalis pulchra  Loefgr.
- Rhipsalis puniceodiscus  G.Lindb.
- Rhipsalis russellii  Britton & Rose
- Rhipsalis sulcata  F.A.C. Weber
- Rhipsalis teres  Steud.
- Rhipsalis trigona Pfeiff.